# 魏綸 (正德舉人)
魏綸（？—？年），字理之，號東津，山東濟南府利津縣人，民籍。明朝政治人物。

## 生平
正德二年（1507年）丁卯科山東乡试舉人，六年禮部會試落第，因以流賊猖獗，帶着母親避難，在雄县任教职。十一年主考湖廣鄉試，拜南京刑部主事。署貴州司事，曾没收廣東鎮守太監牛榮的貨物，牛榮在其北上述職時收買江盗截杀他，魏綸微服遁逃，不久称病辞官。後起補南京禮部精膳司郎中，升山西布政司參議，督理粮儲，山西巡撫劉大謨以糧草逋負彈劾他，因为是地方有災所致，世宗令戒飭留用。後魏綸与三司官員去見大謨謝罪，大謨仍怒其不遜，雙方發生爭吵，巡按御史廖自顯請求罷免两人，于是令大謨致仕，綸仍調用。之后調陕西右參議，嘉靖十一年（1532年）六月在總制兵部尚書唐龍要求下，升任陕西副使，有惠政，人们为他立碑於韓范祠内。不久轉任浙江副使，兵备温處，招安鑛賊二千余人。後因母亲許氏生病，恳求致仕归乡。